# Radio Filharmonisch Orkest
La Radio Filharmonisch Orkest, sigla olandese RFO (Orchestra filarmonica radiofonica) è un'orchestra radiofonica olandese, con sede a Hilversum. L'RFO si opera sotto l'egida del Muziekcentrum van de Omroep (Centro di trasmissioni musicali), un'organizzazione ombrello che riunisce i dipartimenti musicali delle varie federazioni di trasmissioni affiliate al Nederlandse Publieke Omroep (Trasmissioni pubbliche olandesi).

## Storia
L'RFO si esibisce su NPO Radio 4 e tiene concerti pubblici ad Amsterdam e Utrecht. Ha anche prestato servizio come orchestra per le produzioni di De Nederlandse Opera. I programmi della RFO sono decisi dal suddetto Muziekcentrum, piuttosto che direttamente dalla direzione e dal direttore principale dell'orchestra. L'attuale direttore dell'RFO è Wouter den Hond.
Albert van Raalte fondò l'orchestra nel 1945 e ne fu il primo direttore principale. Tra i direttori principali del passato figurano Paul van Kempen, Bernard Haitink, Jean Fournet, Willem van Otterloo, Hans Vonk e Sergiu Comissiona. Edo de Waart è stato direttore principale dell'RFO dal 1989 al 2004 ed è ora il suo direttore laureato. Jaap van Zweden è stato direttore principale e direttore artistico dell'RFO dal 2005 al 2012 e ora ha il titolo di honorair gastdirigent (direttore ospite onorario o principale direttore ospite). Nell'agosto 2010 l'RFO ha annunciato la nomina di Markus Stenz come ottavo direttore capo, a partire dall'inizio della stagione 2012-2013, con un contratto iniziale di tre anni.
Nell'ottobre 2010 la coalizione olandese di governo annunciò il programma per la completa interruzione dei finanziamenti al Muziekcentrum van de Omroep entro il 2012, con la potenziale minaccia dello scioglimento dell'RFO. Dopo le proteste il ministro olandese dell'Istruzione, della cultura e delle scienze Marja van Bijsterveldt annunciò nel mese di dicembre 2010 un parziale recupero dei fondi per il NMBC a un livello di 12-14 milioni di euro. Nel dicembre 2012 l'RFO nominò Bernard Haitink come suo patrono, in seguito alla sua difesa dell'orchestra a seguito della proposta di interruzione dei finanziamenti.
È in programma che Stenz diventi come direttore principale dell'orchestra nel 2019. L'attuale direttore ospite principale dell'RFO è James Gaffigan, dal 2011. Il suo contratto dell'RFO come direttore ospite principale è stato di recente esteso fino al 2022.
Nel marzo 2018, Karina Canellakis è stata la prima ospite a dirigere l'RFO. Sulla base di questa apparizione, nel maggio 2018, l'RFO ha annunciato la nomina della Canellakis come suo prossimo direttore principale, a valere dalla stagione 2019-2020, con un contratto iniziale di 4 anni. La Canellakis è il primo direttore femminile ad essere nominato direttore principale dell'RFO. L'RFO è la prima orchestra olandese che abbia mai nominato una donna come direttore d'orchestra.

## Direttori d'orchestra
- Albert van Raalte (1945-1949)
- Paul van Kempen (1949-1955)
- Bernard Haitink (1957-1961)
- Jean Fournet (1961-1978)
- Hans Vonk (1978-1979)
- Sergiu Comissiona (1982-1989)
- Edo de Waart (1989-2004)
- Jaap van Zweden (2005-2012)
- Markus Stenz (2012-2019)
- Karina Canellakis (2019-)